# أمانة منطقة المدينة المنورة
أمانة منطقة المدينة المنورة هي الجهة المسؤولة عن تقديم الخدمات البلدية في منطقة المدينة المنورة شمال غرب المملكة العربية السعودية، والتي تشمل خدمات الأراضي والمنح والمخططات، والتشييد والبناء، والرخص المهنية، والعقار والاستثمار، وخدمة المجتمع، وصحة البيئة وغيرها.

## الأهداف
تهدف أمانة منطقة المدينة المنورة للارتقاء بالخدمات البلدية في المنطقة، والمحافظة على خصوصيتها، وتنميتها وتطويرها عمرانيًّا واقتصاديًّا واجتماعيًّا.

## البلديات

### بلديات المحافظات
1. ينبع.
2. العلا.
3. بدر.
4. خيبر.
5. الحناكية.
6. المهد.
7. ينبع النخل.
8. وادي الفرع.
9. المسيجيد.
10. العيص.
11. الحسو.
12. النخيل.
13. العشاش.
14. ثرب.
15. السويرقية.

### البلديات الفرعية
1. الحرم.
2. العوالي.
3. قباء.
4. العقيق.
5. أحد.
6. العيون.
7. البيداء.
8. العاقول.
9. أبيار الماشي.
10. الفريش.
11. الصويدرة.
12. المندسة.
13. المليليح.

## رؤساء بلدية المدينة
رؤساء بلدية المدينة في العهد السعودي هم:
1. ذياب ناصر.
2. محمد حسن سمان.
3. عبدالقادر غوث.
4. مصطفى عطار.
5. أمين مدني.
6. محمد عبدالجواد.
7. صالح الميمان.
8. علي حافظ.
9. صالح عبدالله فضائلي.
10. عبدالقادر حسن طاهر.
11. صدقة حسن خاشقجي (أول أمين للمدينة).
12. عمر عبدالله قاضي.
13. عبدالعزيز بن عبدالرحمن الحصين.
14. المهندس صالح بن عبدالله القاضي
15. المهندس محمد عبدالهادي العمري.
16. فهد بن محمد البليهشي

## منصة إكرام
هي منصة تم إطلاقها في يناير 2023م تهتم بخدمات إكرام الموتى، والتي تهدف إلى إلغاء المعاملات الورقية، وتيسير الإجراءات على ذوي المتوفّين من خلال الخدمات الإلكترونية التي تقدمها المنصة. إضافة إلى تسهيل إصدار شهادة الدفن إلكترونياً، والاستعلام عن قبر متوفي، وعن المقابر أو ومقدمي خدمات نقل وتجهيز الموتى من الجهات الخيرية في المنطقة.